# Ducula bakeri
Ducula bakeri là một loài chim trong họ Columbidae.